# Scott Harris
Scott Harris Friedman é um compositor e produtor musical norte-americano, conhecido pelos trabalhos contínuos com Shawn Mendes.